# Lynyrd Skynyrd 1991
Lynyrd Skynyrd 1991 è il sesto album in studio del gruppo musicale southern rock statunitense Lynyrd Skynyrd, pubblicato nel 1991.
Si tratta del primo album dopo la reunion del 1987 con Johnny Van Zant nel ruolo di cantante.

## Tracce
Lato A
1. Smokestack Lightning – 4:28
2. Keeping the Faith – 5:18
3. Southern Women – 4:16
4. Pure & Simple – 3:09
5. I've Seen Enough – 4:22
6. Good Thing – 5:28

Lato B
1. Money Man – 3:46
2. Backstreet Crawler – 5:31
3. It's a Killer – 3:54
4. Mama (Afraid to Say Goodbye) – 6:44
5. End of the Road – 4:34

## Formazione
- Johnny Van Zant - voce
- Gary Rossington - chitarra
- Ed King - chitarra
- Leon Wilkeson - basso
- Billy Powell - piano, tastiera
- Randall Hall - chitarra
- Kurt Custer - batteria
- Artimus Pyle - batteria, percussioni
- Dale Krantz-Rossington - cori
- Stephanie Bolton - cori
- Susan Marshall - cori